# Кровинка (зупинний пункт)
Кровинка — пасажирський залізничний зупинний пункт Тернопільської дирекції Львівської залізниці на неелектрифікованій одноколійній лінії Тернопіль — Біла-Чортківська між станціями Микулинці-Струсів (5 км) та Теребовля (4 км). Розташований в селі Кровинка Тернопільського району Тернопільської області.

## Пасажирське сполучення
Пасажирське сполучення здійснюється приміськими поїздами сполученням Тернопіль — Чортків.
Раніше курсували приміські поїзди сполученням (наразі скасовані):
- Тернопіль — Заліщики;
- Тернопіль — Борщів.